# Misha Aloyan
 Mikhail Surenovich « Misha » Aloyan est un boxeur russe yézidi né le 23 août 1988 à Bambakashat, en Arménie.

## Carrière
Médaillé de bronze aux Jeux olympiques de Londres en 2012 et médaillé d'argent aux Jeux olympiques de Rio en 2016 (poids mouches) avant d'être disqualifié pour violation des règles antidopage, sa carrière amateur est également marquée par deux titres mondiaux à Bakou en 2011 et à Almaty en 2013 et par un titre européen à Moscou en 2010 dans la catégorie poids mouches. Passé professionnel en 2017, il s'incline aux points face au champion du monde WBO des poids coqs Zolani Tete le 13 octobre 2018 lors de son 5e combat.

### Jeux olympiques
- Rio 2016 - moins de 52 kg - Disqualifié pour dopage[2]
- Médaille de bronze en -52 kg aux Jeux de 2012 à Londres, Angleterre

### Championnats du monde de boxe amateur
- Médaille d'or en -52 kg en 2013 à Almaty, Kazakhstan
- Médaille d'or en -52 kg en 2011 à Bakou, Azerbaïdjan
- Médaille de bronze en -51 kg en 2009 à Milan, Italie

### Coupe du monde de boxe amateur
- Médaille d'or en -51 kg en 2008 à Moscou, Russie

### Championnats d'Europe de boxe amateur
- Médaille d'or en -51 kg en 2010 à Moscou, Russie